# Smart Fortwo
O carro foi criado em parceria com a empresa SWATCH (Swatch Mercedes-Benz & ART). Após o fim da parceria a Mercedes-Benz lançou o carro no mercado, o Fortwo  é um modelo de porte micro da Smart. Foi lançado a 3 de Outubro de 1998 com o nome Smart City coupe. Seu nome representa sua lotação, For-Two, Para-Dois. Isso acontece também em outro carro da marca Smart, For-Four, Para-Quatro.

## Resultados do Crash-test da IIHS
- Crash-test Frontal:
- Crash-test Lateral:
- Proteção contra Colisão Traseira:
- Crash-test Frontal contra Mercedes-Benz Classe C:

## Galeria
- Primeira geração (1998-02)
- Segunda geração (2007-14)
- Terceira geração (2014-presente)